# 시마즈 이에히사
시마즈 이에히사(일본어: 島津家久, 덴분 16년(1547년) ~ 덴쇼 15년 6월 5일(1587년 7월 10일))은 센고쿠 시대에서 아즈치모모야마 시대에 걸쳐 활약한 무장이다. 시마즈 다카히사의 4남으로, 어머니는 혼다 지카야스의 딸이다. 형 시마즈 요시히사, 시마즈 요시히로, 시마즈 도시히사 와는 이복 형제이다.
유명은 마타시치로(又七郎)이며, 나카쓰카사노타이후(中務大輔)를 칭했다.

## 생애

### 약력
어렸을 때부터 조부 시마즈 다다요시로부터 “병법과 전술의 묘를 얻었다”는 평가를 받았다. 이에히사는 그 기대에 부응하여 평생동안 수많은 군공을 쌓아 올렸다.
첫 출진은 에이로쿠 4년(1561년) 7월 기모쓰키 가문(肝付氏)과의 메구리자카 전투(廻坂の合戦)에서 약관 15세의 나이로 참전하여, 적장 구도 오키노카미(工藤隠岐守)와 창을 맞대고 싸워 승리하였다.
그 후로 휴가(日向) 사도와라성 성주로서 분고의 오토모 가문(大友氏)의 침공을 요격하여 격파하는 대승을 거둔 미미가와 전투, 히젠(肥前)의 류조지(龍造寺) 군을 대파하여 류조지 가문의 몰락을 결정지은 오키타나와테 전투, 오토모 가문의 원군으로 온 도요토미 연합군 선발대를 격파한 헤쓰기가와 전투 등 시마즈 가문의 주요 전투에 대부분 참전하여 전장에서 뛰어난 전술능력을 자랑하였다.
특히 오키타나와테・헤쓰기가와 두 전투는 이에히사 자신이 총 지휘를 맡아 시마즈 군을 대승으로 이끈 것으로, 두 야전에서 세 다이묘의 수급(류조지 다카노부, 조소카베 노부치카, 소고 마사야스)을 얻었다. 야전에서 다이묘의 수급을 취한 전공은 센고쿠 시대를 통틀어도 호조 우지야스가 가와고에성 전투에서 우에스기 도모사다의 수급을, 오다 노부나가가 오케하자마 전투에서 이마가와 요시모토의 수급을 취한 것 이외에는 달성된 적이 없다. 두 전투의 대승은 이에히사의 뛰어난 전술 수완을 유감없이 보여준다.

### 상락
덴쇼 3년(1575년), 시마즈 가문의 3주 평정을 도운 신불의 가호를 이세 신궁(伊勢神宮)등에 감사드리기 위해 상락하였다. 4월, 이에히사는 렌가(連歌, 일본 전통 시가의 일종)의 명인 사토무라 쇼하의 제자 신젠(心前)의 집에 머물렀다. 교토에서는 쇼하의 중개로 구게(公家)와 사카이(堺)의 상인들과 교류하였다. 나아가, 오다 노부나가와 아케치 미쓰히데와도 교류했다고 한다.

### 오키타나와테 전투
미미가와 전투로 오토모 가문이 쇠퇴하기 시작하자 히젠의 류조지 다카노부가 대두하여, 규슈의 패권을 두고 시마즈 가문과 류조지 가문이 서로 다투는 형세가 되었다.
양자 간의 전투는 지쿠고, 히고 방면에서는 류조지 군이 시마즈 군을 점점 압도하고 있었으나, 히젠 서부에서는 류조지 측의 아리마 하루노부가 모반을 획책하여 시마즈 가문에 원군을 요청하는 등, 시마즈 가문에 유리한 상황이 전개되었다.
덴쇼 12년(1584년) 3월, 시마즈군은 아리마 하루노부를 구원하고 류조지 가문에 맞서기 위하여, 이에히사를 총대장으로 시마바라반도로 향하게 되었다. 시마즈군은 아리마의 군세와 합류하여도 5,000에서 8,000명정도였던 것에 비하여, 류조지군은 18,000에서 60,000명에 이르는 대군이었다. 그러나 이에히사는 류조지군을 오키타나와테라고 불리는 좁은 습지대로 유인하고, 활과 철포를 효과적으로 사용하여 적군을 혼란시키는 쓰리노부세(釣り野伏せ)라는 시마즈 군 특유의 전법을 이용하여 총대장 류조지 다카노부를 비롯하여, 일족과 중신을 포함한 류조지 군을 전사시켰다.
그 뒤, 주요 전장은 다시 지쿠젠으로 옮겨져 히고에 있던 시마즈 군은 북진을 노렸지만, 다카노부의 사촌 동생 나베시마 나오시게 등이 철저항전의 의지를 보이며 저항했기 때문에, 일단 단념하고 철수한다. 그러나 시마즈 가문의 세력은 갈수록 강해져, 류조지 가문은 항복에 가까운 형태로 시마즈 가문과 화의를 맺고 세력권 온존을 꾀하였다.
이 전투의 승리로 시마즈 가문은 규슈에서 으뜸가는 세력을 자랑하게 되었다.

### 헤쓰기가와 전투
규슈 제래를 목표로 한 시마즈 가문은 분고의 오토모 가문을 공격하려고 하였으나, 상락하여 히데요시를 알현한 오토모 가문은 히데요시에게 원군을 요청하였다. 히데요시는 이를 받아들여, 덴쇼 14년(1586년), 센고쿠 히데히사(仙石秀久), 모토치카(長宗我部元親)・노부치카(信親) 부자, 소고 마사야스(十河存保)등 총 6천 여의 도요토미 연합군 선발대가 규슈에 상륙하여, 헤쓰기가와(戸次川)를 사이에 두고 이에히사가 이끄는 시마즈군과 대치한다. 전투는 양군 도합 4천여명이 전사한 난전이었으나, 도요토미 측의 장수 조소카베 노부치카와 소고 마사야스가 전사하자 도요토미 연합군의 전열이 무너져 시마즈군은 대승을 거두게 되었다.

### 의문의 죽음
그 뒤, 히데요시의 규슈 정벌에서 시마즈군이 패퇴하게 되자, 봉토를 조건으로 시마즈 요시히사・요시히로・도시히사 세 형보다 먼저 도요토미 히데나가(豊臣秀長) 군세와 단독 강화를 맺었으나, 덴쇼 15년(1587년) 6월 5일, 거성 사도와라 성(佐土原城)에서 급사하였다. 도요토미 측에 의한 독살과 시마즈 측에 의한 독살, 병사 등 여러 가지 설이 있으나 아무것도 확실하지는 않다. 단, 도요토미・시마즈 양측이 이에히사를 독살해야 할 이유가 적고, 히데나가의 측근인 후쿠치 나가미치(福地長通)가 요시히로에게 보낸 서신(같은해 5월 13일 자)에 이에히사가 병들었다는 것이 기록되어 있어, 일반적으로는 병사하였다고 여겨지고 있다.